# Thwaitesia spinicauda
Thwaitesia spinicauda är en spindelart som beskrevs av Tamerlan Thorell 1895. Thwaitesia spinicauda ingår i släktet Thwaitesia och familjen klotspindlar.
Artens utbredningsområde är Myanmar. Inga underarter finns listade i Catalogue of Life.